# 渡部星村
渡部 星村（わたなべ せいそん、1910年（明治43年） - 1994年（平成6年））は、日本の彫刻家。朝日村名誉村民（現・鶴岡市名誉市民）

## 略歴
- 1910年（明治43年） - 山形県東田川郡東村大網（現・鶴岡市大網）に生まれる。
- 1932年（昭和7年） - 旧制中学校卒業し彫刻家をめざす。
- 1936年（昭和11年） - 『第五回日本彫刻展』初出品
- 正統木彫家協会展出品
- 1941年（昭和16年） - 『第四回文部省美術展覧会』初入選
- 日本美術展覧会入選
- 1971年（昭和46年） - 『青年像』（木彫り）を朝日村に寄贈
- 1980年（昭和55年） - 『山のこだま』（ブロンズ像）大網小学校に寄贈
- 1994年（平成6年） - 死去

没後
- 2010年（平成22年） - 月山あさひ博物村にて『渡部星村生誕100年記念特別展』開催

## 受賞歴
- 1989年（平成元年） - 朝日村名誉村民顕彰[1]

## 彫刻作品
- 『青年像』 鶴岡市朝日庁舎蔵
- 『山のこだま』 大網小学校蔵
- 『ベトウィンの少女』 月山あさひ博物村・文化創造館蔵

## 参考資料
- 広報『つるおか』 2006年2月1日号